# Zlín Z–XII
A Zlín Z–XII csehszlovák sport- és túrarepülőgép, melyet a Zlíni Repülőgépgyár (ZLS) fejlesztett ki és gyártott az 1930-as évek második felében. A Walter Mikron motorral felszerelt változatát Z–212 típusjellel gyártották. Összes változatát beleszámítva több mint 250 darab készült.

## Története
A gépet Jaroslav Lonek tervezte 1934-ben, aki 1935–1938 között a Zlíni Repülőgépgyár főkonstruktőre volt. Az első, 27 kW (36 LE) teljesítményű Continental A–40–2 négyhengeres boxermotorral felszerelt prototípus 1935 áprilisában repült OK-BTA lajstromjellel. A gépen a Continental motort később lecserélték annak a csehországi licencváltozatára, a 26 kW-os Zlín Percy I motorra.
Az OK-BTB lajstromjelű második prototípusba 45 kW (60 LE) teljesítményű Walter Mikron motort szereltek. Az első sorozatgyártású példányokba a Zlín Persy I-es motort építették, de hamarosan ezt felváltotta az erősebb, 33 kW teljesítményű Zlín Persy II-es motor. Később még erősebb motorokat használtak, a Persy III 42 kW-os volt, a Walter Mikron II motor pedig 45 kW felszálló teljesítménnyel rendelkezett. A Walter Mikron motorral ellátott változat a Z–212 típusjelzést kapta.
A gép sorozatgyártása a berepülési program után 1936-ban indult el.
A repülőgép gyártása Csehszlovákia 1938-as német megszállása alatt is folytatódott. A német légierő, a Luftwaffe is üzemeltette 1943-ig a Z–XII és Z–212 változatokat. A német megszállás idején kb. 20 db-t Szlovákiába is szállítottak.
A Z–XII változatból 201 darabot, a Z–212 változatból 58 (egyes források szerint 51) darabot gyártottak. 1938-ban bemutatták a párizsi légiszalonon is, A gép a maga idejében népszerű sportrepülőgép volt, számos országba exportálták is, többek között eljutott a gép Egyiptomba, Romániába, Jugoszláviába, Olaszországba, Japánba és Dél-Afrikába is. Az Amerikai Egyesült Államokba a második világháborúban zsákmányolt gép került.
Magyarországon a Z–XII-ből három darabot (HA-NAP, HA-NAR, HA-NAS) és Z–212 változatból is harmat állítottak üzembe 1940–1941-ben (HA-MAY, HA-NAO, HA-NAQ).
Egy részben eredeti, részben újraépített példánya (OK-TBX) Prágában, a Kbely Repülőmúzeumban van kiállítva. A típusból napjainkban is több replika üzemel.

## Műszaki adatok (Z–XII)

### Geometriai méretek és tömegadatok
- Fesztáv: 10,0 m
- Hossz: 7,8 m
- Magasság: 2,1 m
- Szárnyfelület: 12,0 m²
- Üres tömeg: 290 kg
- Normál felszálló tömeg: 520 kg
- Üzemanyag: 45 l

### Motor
- Száma: 1 db
- Típus: Zlín Persy II
- Legnagyobb teljesítmény: 33 kW (45 LE)

### Repülési jellemzők
- Legnagyobb sebesség: 155 km/h
- Utazósebesség: 135 km/h
- Legnagyobb repülési magasság: 3800 m